# Chiesa di San Giovanni Battista (Villafranca in Lunigiana)
La chiesa di San Giovanni Battista è un edificio di culto cattolico situato in via Borgo a Villafranca in Lunigiana, in provincia di Massa-Carrara. La chiesa è sede dell'omonima parrocchia del vicariato di Villafranca della diocesi di Massa Carrara-Pontremoli.
Posta presso il ponte sul Bagnone, è oggi la parrocchiale di Villafranca, ed è in stile barocco, sia all'esterno che nell'interno.